# Malcolm Thomas
Malcolm Iseiah Thomas (nacido el 8 de noviembre de 1988 en Columbia, Misuri) es un jugador de baloncesto estadounidense. Con 2,06 metros de estatura, juega en la posición de pívot en las filas del Büyükçekmece Basketbol de la BSL de Turquía.

## Trayectoria deportiva

### Universidad
Jugó una temporada con los Waves de la Universidad de Pepperdine, siendo el segundo mejor anotador de su equipo, con 12,5 puntos por partido, y el mejor reboteador, con 8,8 rebotes. Al año siguiente fue transferido al San Diego City College, jugando sus dos últimas temporadas con los Aztecs de la Universidad Estatal de San Diego, en las que promedió 11,2 puntos y 7,9 rebotes por partido. Fue elegido en estas dos últimas temporadas en el segundo mejor quinteto de la Mountain West Conference, y en 2011 además en el mejor quinteto defensivo, tras acabar en segunda posición de la conferencia en rebotes y tapones.

### Profesional
Tras no ser elegido en el Draft de la NBA de 2011, ficha por una temporada con el Ulsan Mobis Phoebus de la liga coreana por 350.000 dólares. Pero en el mes de noviembre es despedido, a pesar de estar promediando 21, puntos, 11 rebotes, 3 tapones y 3 asistencias, ya que el club quería un jugador más veterano. A pesar de ello, le abonaron la ficha al completo.
El 13 de diciembre ficha por Los Angeles Lakers, quienes 4 días más tarde lo asignan a Los Angeles D-Fenders de la NBA D-League. Es repescado por los Lakers al día siguiente, y despedido antes del comienzo de la temporada 2011-12 de la NBA. El 28 de diciembre firma finalmente con los D-Fenders.
El 11 de enero firma con los San Antonio Spurs, donde se reúne con su antigui compañero en los Aztecs Kawhi Leonard. Disputa su primer partido en la NBA ante los Portland Trail Blazers, consiguiendo un rebote en apenas dos minutos en pista. Tras jugar en tres partidos, es asignado a los Austin Toros el 31 de enero, donde juega 4 partidos, en los que promedia 9,3 puntos y 6,8 rebotes. Pero el 7 de febrero es despedido por los Spurs, regresando a los D-Fenders.
En marzo, ficha por los Houston Rockets, quienes inmediatamente lo asignan a los Rio Grande Valley Vipers.
En octubre de 2012, firmó un contrato con el Maccabi Tel Aviv de Israel.
En marzo de 2013, regresó con Los Angeles D-Fenders. El 8 de ese mes, fue reclamado de la D-League y firmó un contrato de diez días con los Golden State Warriors, siendo asignado a los Santa Cruz Warriors el 12 de ese mismo mes. Fue reclamado un día más tarde.
El 19 de marzo de 2013, firmó un contrato de diez días con los Chicago Bulls, firmando otro contrato de diez días más el 29 de ese mes. El 8 de abril de 2013, firmó por el resto de la temporada con los Bulls. El 23 de julio de 2013, Thomas fue despedido por los Bulls.
En noviembre de 2013, fue re-adquirido por Los Angeles D-Fenders. A principios de diciembre de 2013, firmó con los San Antonio Spurs. Durante la temporada, tuvo varias asignaciones a los Austin Toros. El 23 de enero de 2014, fue despedido por los Spurs. Dos días más tarde, fue reclamado por los Utah Jazz. El 22 de julio de 2014, fue traspasado junto con John Lucas III y Erik Murphy, a los Cleveland Cavaliers a cambio de Carrick Felix, una selección de segunda ronda para el draft de 2015 y consideraciones en efectivo. El 25 de septiembre de 2014, fue traspasado, junto con Erik Murphy, John Lucas III, Dwight Powell, dos selecciones de segunda para el draft de 2016 y 2017, y una excepción de traspaso, a los Boston Celtics a cambio de Keith Bogans y dos selecciones de segunda ronda para el draft de 2015 y 2017. Sin embargo, dos días más tarde fue despedido por los Celtics.
El 27 de octubre de 2014, firmó un contrato para jugar con los Philadelphia 76ers, pero después de 5 partidos de la temporada regular fue despedido por los 76ers el 10 de noviembre de 2014.
El 21 de febrero de 2021, tras un breve paso por el Bayern de Múnich, firma por el Unicaja Málaga de la Liga Endesa.
En noviembre de 2021, firma un contrato temporal por Petkim Spor Kulübü de la Basketbol Süper Ligi.
El 7 de diciembre de 2023 fichó por el Büyükçekmece Basketbol de la Basketbol Süper Ligi (BSL).

## Estadísticas de su carrera en la NBA

### Temporada regular
| Año     | Equipo       | PJ | PT | MPP  | %TC  | %3P  | %TL   | RPP | APP | ROB | TPP | PPP |
| ------- | ------------ | -- | -- | ---- | ---- | ---- | ----- | --- | --- | --- | --- | --- |
| 2010–11 | San Antonio  | 3  | 0  | 5.0  | .000 | .000 | .500  | 1.0 | .3  | .3  | .3  | .3  |
| 2012–13 | Golden State | 5  | 0  | 4.8  | .500 | .625 | .000  | 1.3 | .3  | .2  | .2  | .6  |
| 2012–13 | Chicago      | 7  | 0  | 5.1  | .556 | .000 | .500  | 1.6 | .3  | .3  | .1  | 1.7 |
| 2013–14 | San Antonio  | 1  | 0  | 15.0 | .250 | .000 | .250  | 9.0 | .0  | .0  | 2.0 | 2.0 |
| 2013–14 | Utah         | 7  | 0  | 6.9  | .500 | .250 | .625  | 1.7 | .3  | .0  | .1  | 1.9 |
| 2014–15 | Philadelphia | 5  | 0  | 14.2 | .714 | .000 | 1.000 | 4.6 | .8  | .2  | .2  | 4.4 |
| Total   | Total        | 28 | 0  | 7.4  | .512 | .250 | .538  | 2.3 | .4  | .1  | .3  | 1.9 |